# Шилоклювки
Шилоклю́вки или настоящие шилоклю́вки (лат. Recurvirostra) — род куликов из семейства шилоклювковых.

## Внешний вид
Шилоклювок отличает длинный клюв, уплощённый и загнутый вверх на конце. Окраска чёрно-белая или чёрно-белая с рыжим.

## Питание
При кормёжке шилоклювки погружают кончик клюва в воду или верхний слой ила и, двигая клювом, собирают мелких ракообразных, моллюсков и насекомых.

## Распространение
Известно 4 вида шилоклювок, обитающих на всех материках (кроме Антарктиды). В России обитает один вид — шилоклювка (Recurvirostra avosetta)

## Виды
Международный союз орнитологов относит к роду 4 вида:
- Recurvirostra avosetta — Шилоклювка
- Recurvirostra americana — Американская шилоклювка
- Recurvirostra novaehollandiae — Австралийская шилоклювка
- Recurvirostra andina — Андская шилоклювка

## Иллюстрации

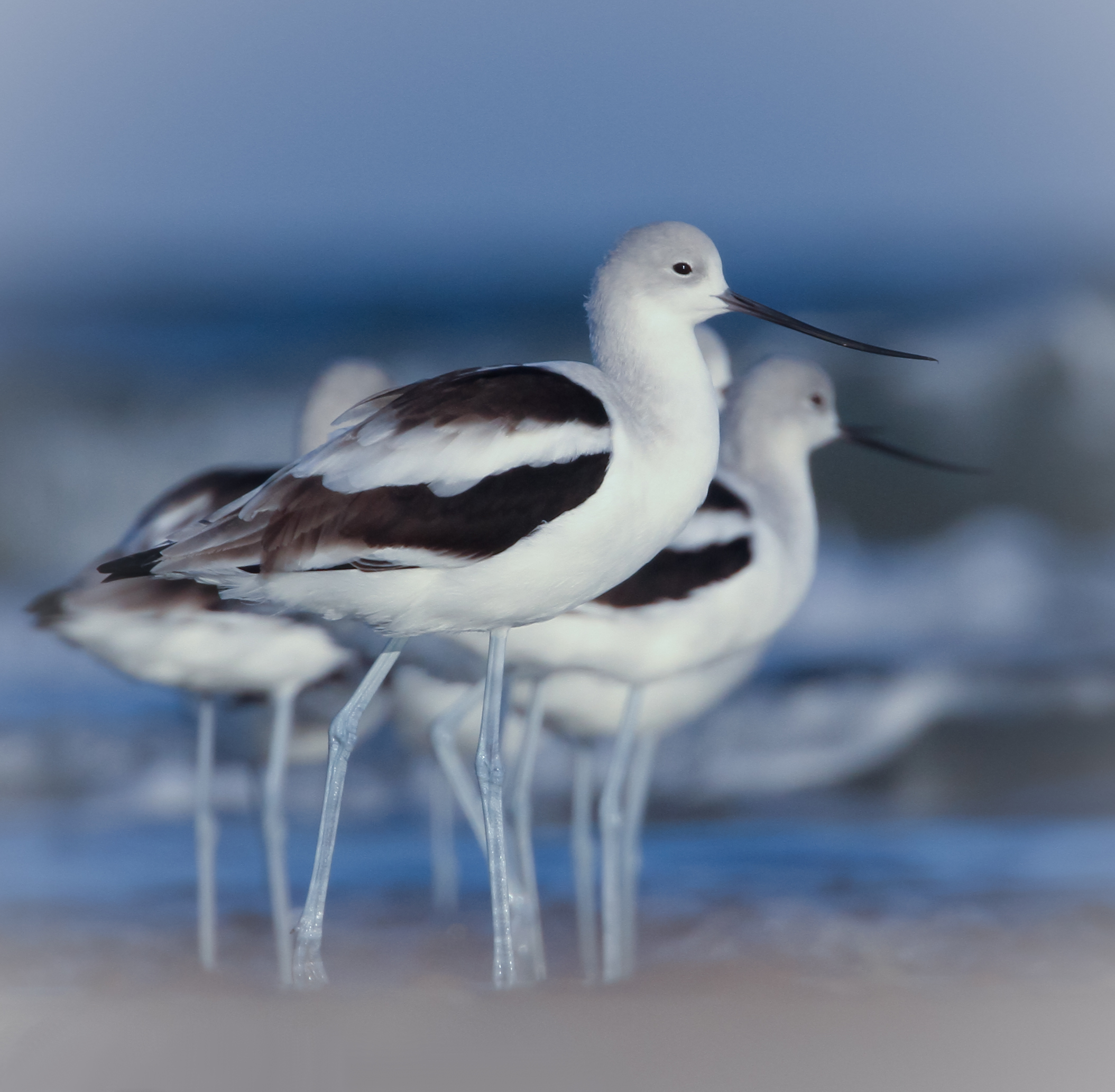
Американская шилоклювка
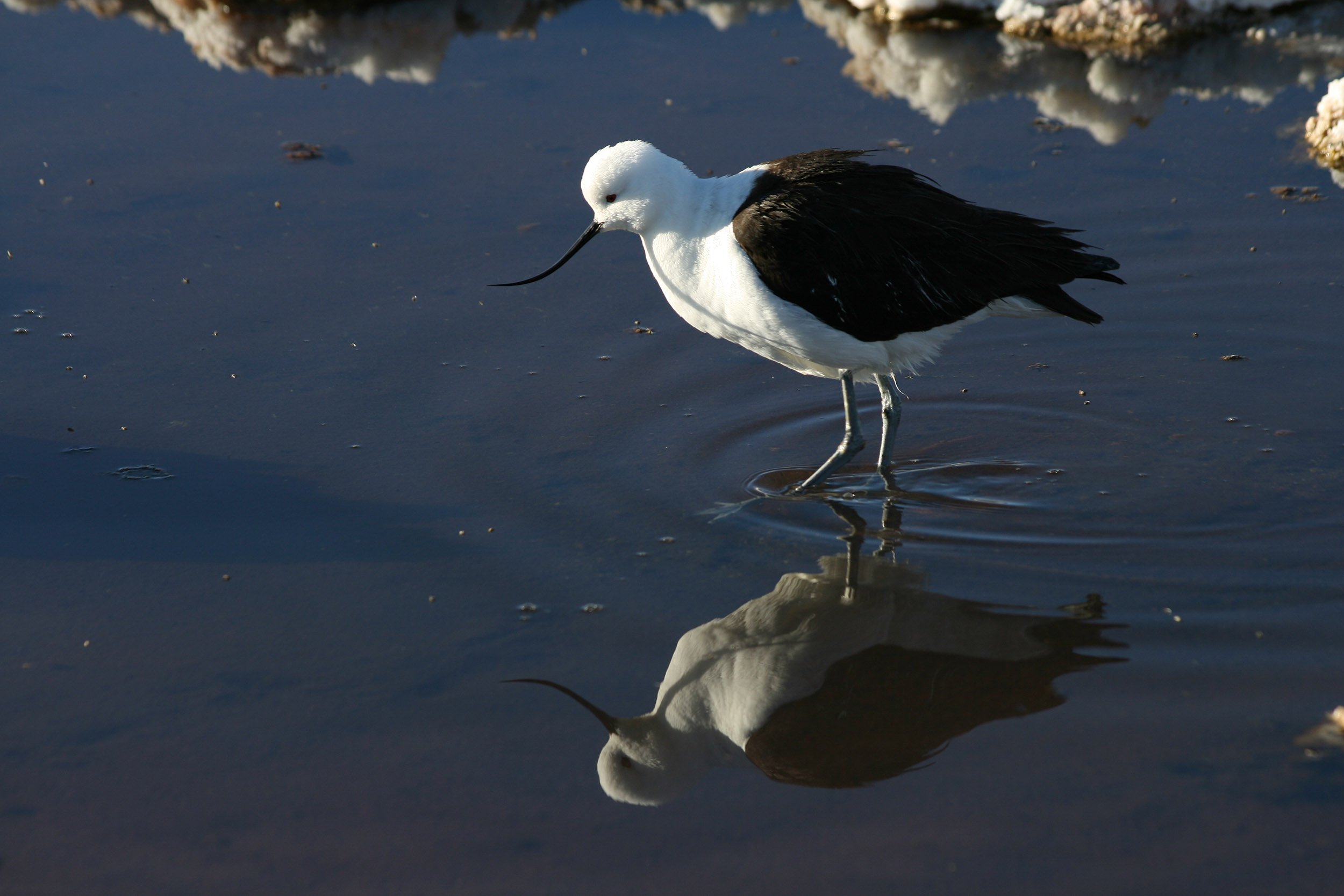
Андская шилоклювка
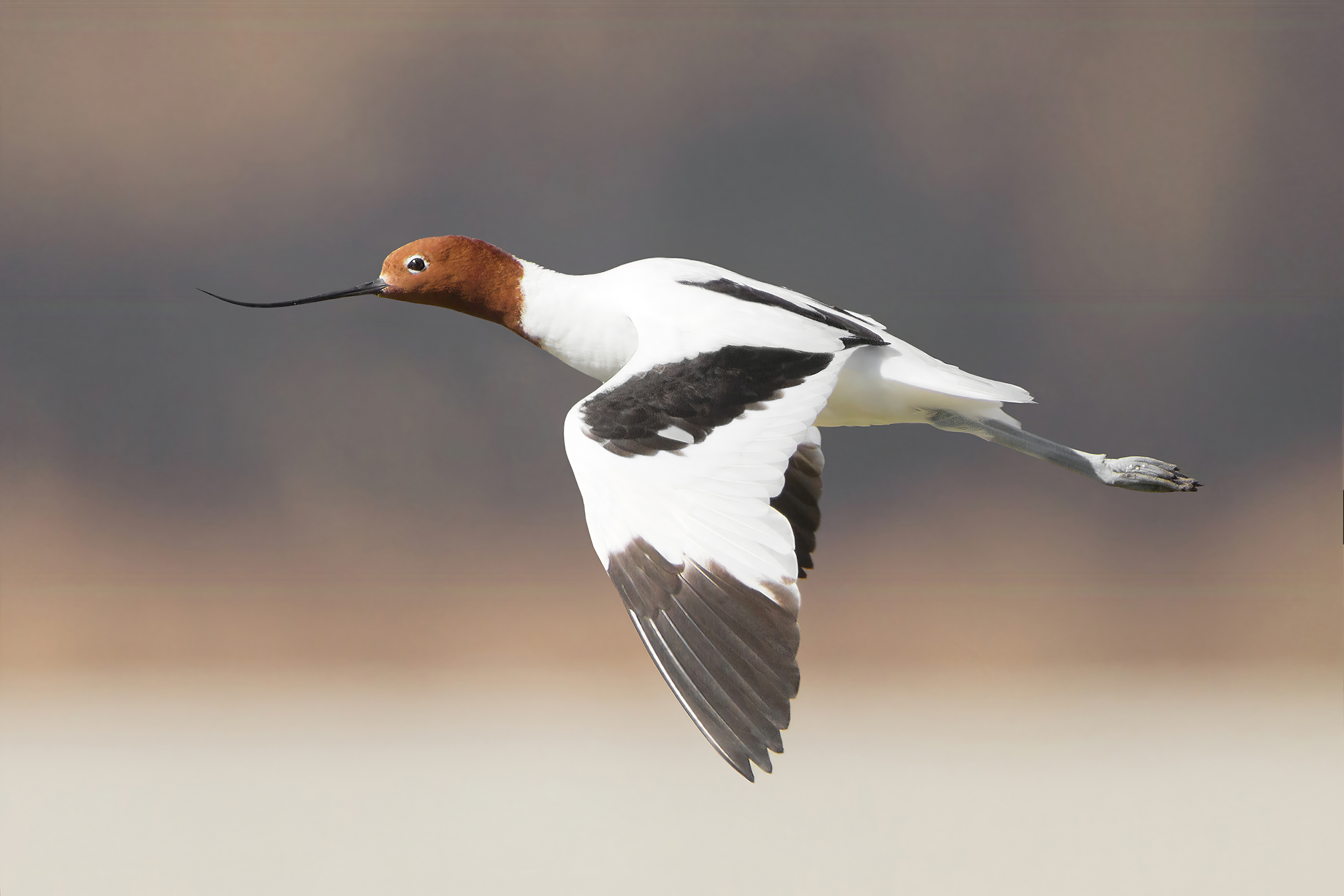
Австралийская шилоклювка